# 해도도원수
해도도원수(海道都元帥)는 고려에서 왜구의 침입으로 인하여 전란이 발생하였을 때 임금의 특명을 받고 연해제도(沿海諸道)에 파견되어 군사를 총괄 지휘하던 임시 무관직이다. 도원수는 초기에는 재상급 관원인 문관이 구두에 의해 임시로 임명되었으나, 후기에 들어오면서부터는 정식으로 임명되었다. 도원수는 임금으로부터 군권을 부여받은 도통사로부터 해당 지역의 병권을 위임받아서 군사작전을 총괄하고, 군사를 징발하는 임무를 수행하였음. 도원수와 같이 도통사 휘하에는 상원수(上元帥)•원수(元帥)•부원수(副元帥) 등이 있었다.